# Алма Алта
	Алма Муламустафић, познатија под псеудонимом Алма Алта је босанскохерцеговачка и југословенска фолк певачица.

## Биографија
Била је чланица српског женског вокално инструменталног састава „Ђердан” заједно са Анђелком Говедаровић, Миром Васиљевић, Горданом Лазаревић и другим певачицама. Први студијски албум под називом Не дам своје тело, објавила је 1982. године за дискографску кућу Југотон. Након тога објавила је албуме Лажу, лажу сви (1984) за Сарајево Диск, Баја из раја (1985)  и Небеска невеста (1991), оба за ПГП РТБ.
Живи и ради у Берлину, где је једно време радила као менаџер за културу на културној интеграцији расељених лица. Када је решила да се врати музици, постала је чланица џез оркестра који је финансирао град Берлин. Музику је промовисала кроз државну организацију Utopia Kulturleben Berlin, преко које је извођена њена композиција под називом Ich heise Liebe (срп. Моје је име љубав).

## Дискографија

### Албуми
- Не дам своје тело (1982; Југотон)
- Лажу, лажу сви (1984; Сарајево Диск)
- Баја из раја (1985; ПГП РТБ)
- Небеска невеста (1982; ПГП РТБ)

### Синглови
- Лепа Циганка (1982; Београд Диск)
- Шашаво моје/Због једног човека (1981; Југотон)
- Изађи из моје чаше (са групом Споменари) (ПГП РТБ)

### Гостовања на албумима и компилацијама
- Буди опет живот мој (са групом Ђердан и Миром Васиљевић) (1979; ПГП РТБ)
- Пусти бригу на весеље — Хитови народне музике Дискограма (1983; Југотон)
- Заљубих се ја и Лажу, лажу сви — Фолк екстра 20-9 (1991)
- Лагао ме један човек — Фолк есктра 20 (1991)
- Лажу, лажу сви — Златни гласови БИХ но. 1 (1994)
- Нађија — Звездани споменар (1994)
- Без тебе и Лагао ме један човек — Босно моја што те није одраније